# L'orange est le nouveau jaune
L'orange est le nouveau jaune est le vingt-deuxième et dernier épisode de la vingt-septième saison de la série télévisée Les Simpson et le 596e épisode de la série. Il est sorti en première sur le réseau Fox le 22 mai 2016.

## Synopsis
Homer est retenu à la centrale un peu plus longtemps que prévu. Il va alors laisser involontairement Marge gérer toutes les corvées de la maison et envoyer Bart jouer seul dans un parc d'attraction. Marge finit par être incarcérée mais découvre que la vie en prison n'est pas aussi dure qu'il n'y paraît. Alors que de son côté, Homer devient le parent qui doit assumer toutes les tâches domestiques mais pourra compter sur l'aide de ses voisins.